# 6-2-0

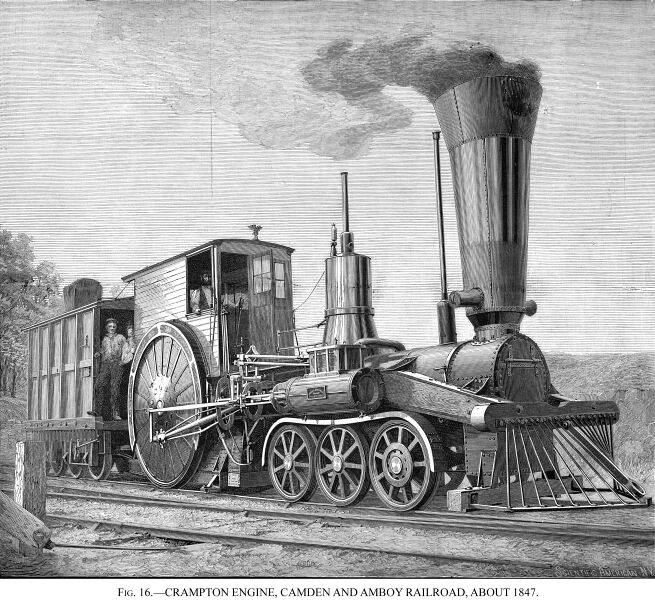
Dibujo de una C&A 6-2-0, circa 1847.

En la notación Whyte, una 6-2-0 es una locomotora de vapor que tiene tres ejes delanteros portantes seguidos de un solo eje motor. Esta disposición está asociada con la locomotora tipo Crampton.
Los equivalente en otras clasificaciones son:

- Clasificación UIC: 3A (también conocida como clasificación alemana y clasificación italiana)
- Clasificación francesa: 310
- Clasificación turca: 14
- Clasificación suiza: 1/4

## Historia
La 6-2-0 fue la disposición de ruedas más inusual, debido a la mayor parte del peso está sobre los ejes portantes en lugar del estarlo sobre el eje motor, dando una pobre adherencia a la vía. Este tipo sólo era posible en la locomotora Crampton con una caldera baja y grandes ruedas motrices ubicadas detrás del hogar.

## Reino Unido
La única locomotora británica 6-2-0 fue la Liverpool construida en 1848 por Bury, Curtis y Kennedy para el London and North Western Railway. Fue exhibida en la Gran Exposición en 1851 pero solo tuvo un éxito moderado y no se construyeron más unidades.

## Estados Unidos
En un viaje a Inglaterra, Robert L. Stevens, presidente del ferrocarril Camden and Amboy (C&A), vio demostraciones de la 6-2-0. Cuando regresó en 1848, Stevens solicitó a su maestro mecánico Isaac Dripps que construyera una 6-2-0 para usar en el C&A. Las especificaciones para la primera 6-2-0 incluían una caldera de 96 cm que pudiera quemar antracita y ruedas motrices de 2,44 m de diámetro.
El diseño de una locomotora que consumiera carbón, que todavía era bastante caro y difícil de conseguir, fue inusual para la época. La gran mayoría de las locomotoras de las décadas de 1830 y 1840 fueron construidas para quemar madera, un combustible abundante, barato y fácil de obtener a lo largo de la vía. Además de ser más caro, el carbón requería un hogar más grande. Dripps aceptó el desafío y creó un diseño válido.
La primera de las tres locomotoras basadas en esa especificación, denominadas John Stevens, fue completada en 1849. Dripps no estaba muy seguro de que la locomotora resultase efectiva en los ferrocarriles estadounidenses, y sus dudas resultaron ser correctas. La fuerza de tracción de la locomotora resultó no ser suficiente para tareas prologadas o pesadas. Con solo un eje motor y tres ejes portantes, la mayor parte del peso de la locomotora está distribuido sobre estos últimos. Pasó al menos un siglo antes de que se usaran nuevamente 6 ejes delanteros portantes, en las PRR S1 y S2.
La administración del C&A, por su parte, pensaba que la locomotora tenía buenas prestaciones, y se solicitaron dos unidades más, que fueron empleadas en el servicio de pasajeros. Se alegó que podían alcanzar casi 100 km/h en una época en que los trenes de mayor velocidad alcanzaban tan solo 65 km/h. Las 6-2-0 más adelante fueron reconstruidas como 4-4-0 y permanecieron en servicio hasta 1865.